# USS Kitty Hawk (CV-63)
USS Kitty Hawk (CV-63) – amerykański lotniskowiec z napędem konwencjonalnym, pierwszy okręt typu Kitty Hawk. Okręt wszedł do służby w 1961. Jest to drugi okręt w historii US Navy noszący nazwę Kitty Hawk, miejsca pierwszego lotu braci Wright.

## Historia
Zamówienie na budowę lotniskowca „Kitty Hawk” zostało złożone w stoczni New York Shipbuilding, Camden w New Jersey 1 października 1955. Stępkę pod budowę okrętu położono 27 grudnia 1956. Wodowanie miało miejsce 21 maja 1960, wejście do służby 21 kwietnia 1961. Okręt wszedł w skład 7 Floty działającej na Pacyfiku. W latach 1962–1964 okręt dwukrotnie przybywał w rejon Dalekiego Wschodu, gdzie odwiedzał porty Japonii i Filipin. Oprócz charakteru kurtuazyjnego wizyty w tych portach były także demonstracją siły i potencjału US Navy. Od 26 listopada 1965 jego samoloty pokładowe atakowały cele położone w Wietnamie Północnym. 12 października 1972 na pokładzie wybuchły zamieszki o podłożu rasowym, w których wzięło udział około stu marynarzy, wskutek tych wydarzeń w Kongresie wszczęto dochodzenie odnośnie do przestrzegania dyscypliny w US Navy.
21 marca 1984 doszło do kolizji na Morzu Japońskim pomiędzy USS „Kitty Hawk” a wynurzającym się radzieckim okrętem podwodnym K-314 typu Victor. W wyniku kolizji w kadłubie lotniskowca utkwiła jedna ze śrub napędowych radzieckiego okrętu.
W 1980 w ramach programu SLEP (Service Life Extension Programme) okręt został poddany pracom modernizacyjnym trwającym 28 miesięcy, w wyniku których przedłużono jego okres użytkowania o 20 lat. Portem macierzystym jednostki w latach 1998–2008 była baza United States Fleet Activities Yokosuka w Japonii. Po wycofaniu ze służby USS „Constellation” w 2003 „Kitty Hawk” był ostatnią jednostką tego typu w służbie. 7 sierpnia 2008 okręt powrócił do San Diego po 10 latach bazowania w Japonii. Ostatni start samolotów z lotniskowca miał miejsce dzień wcześniej. Okręt został wycofany ze służby 31 stycznia 2009, mniej więcej w momencie wejścia do służby lotniskowca USS „George H. W. Bush”. USS „George Washington” zastąpił „Kitty Hawk” w bazie Yokosuka.
Pojawiły się pogłoski, że lotniskowiec jest proponowany przez Stany Zjednoczone Indiom jako przedmiot dziesięcioletniej dzierżawy. Jednak Indie zdementowały te pogłoski.
6 października 2021 roku „Kitty Hawk" oraz drugi lotniskowiec, USS John F. Kennedy, sprzedano w celu złomowania za symboliczną kwotę 1 centa.
15 stycznia 2022 roku „Kitty Hawk" wypłynął w swój ostatni rejs - do Brownsville w stanie Teksas, gdzie zostanie zezłomowany.